# Assiringia exhibita
Assiringia exhibita är en insektsart som beskrevs av William Lucas Distant 1908. Assiringia exhibita ingår i släktet Assiringia och familjen dvärgstritar. Inga underarter finns listade i Catalogue of Life.